# Schloss Burtenbach

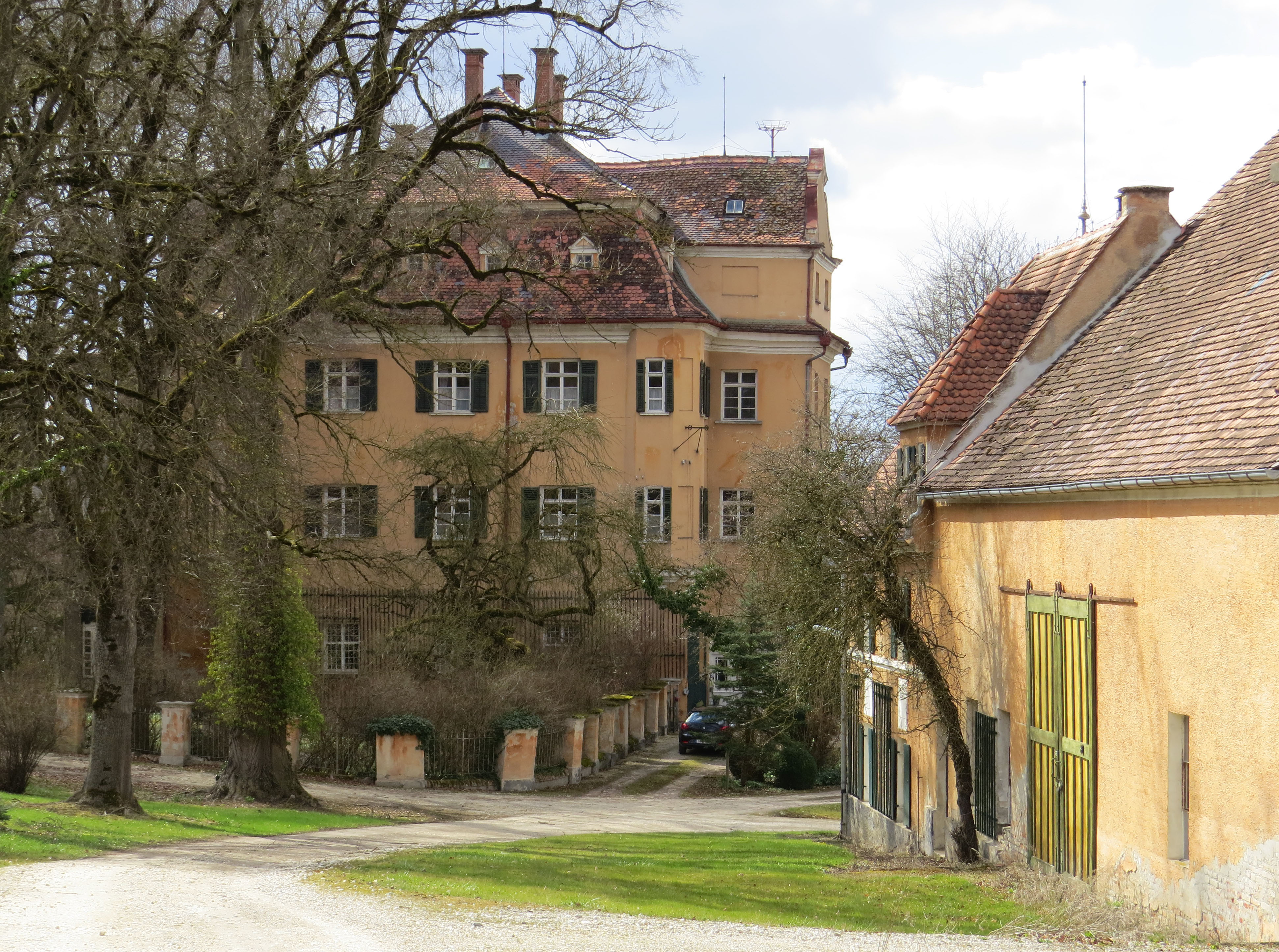
Blick auf das Schloss von der Hauptstraße

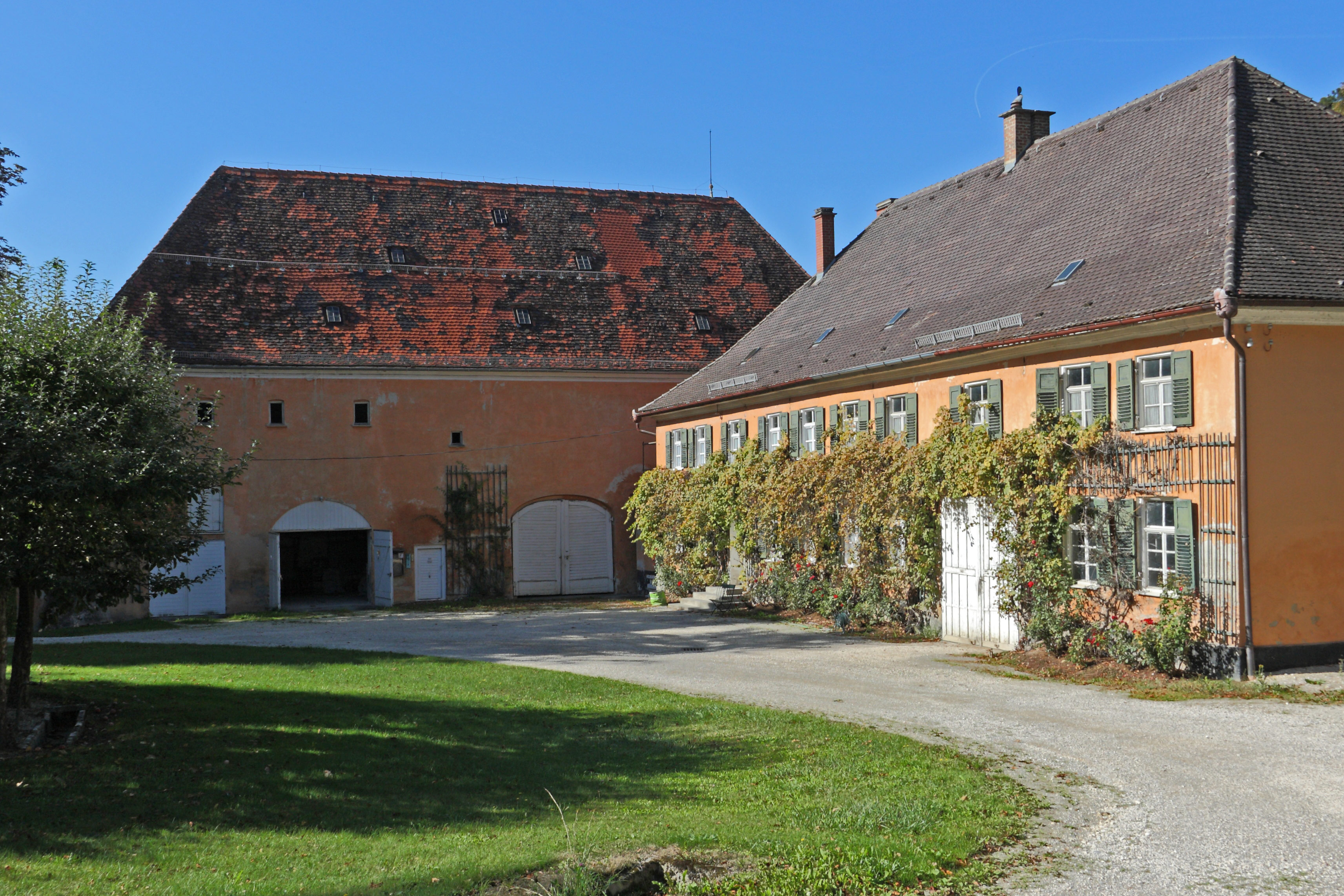
Zehentstadel und Gärtnerhaus des Schlosses

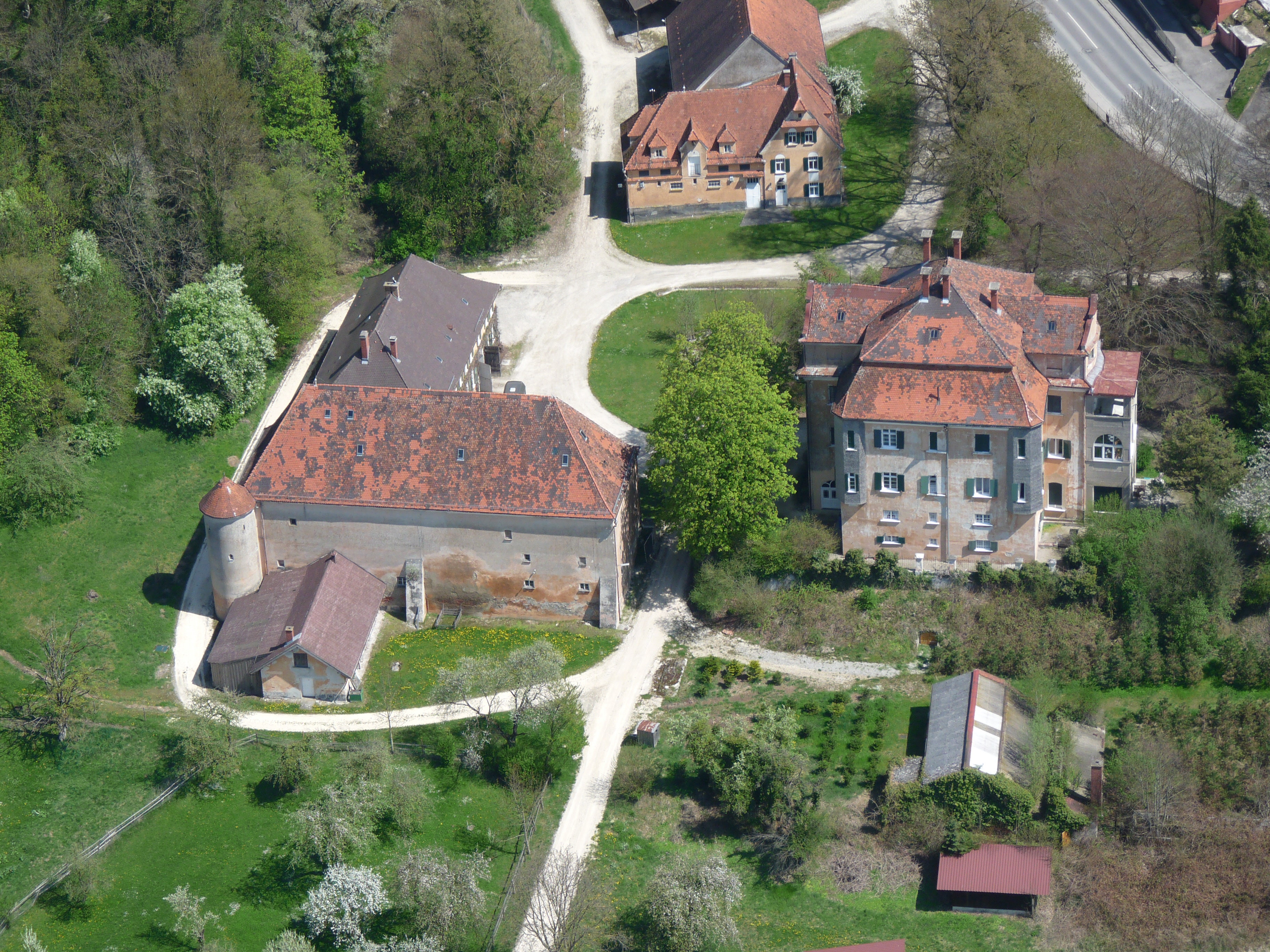
Luftbild

Schloss Burtenbach liegt in der Marktgemeinde Burtenbach im Landkreis Günzburg. Das dreistöckige Gebäude mit Mansarddach, wobei sich der Eckerker markant heraushebt, ist seit 1855 im Besitz der Familie von Stetten und liegt unterhalb der Hauptstraße. Das Schloss ist von einem dichtbewachsenen und ausgedehnten Schlosspark umgeben. Westlich des Gebäudes liegt ein Ziergarten und befinden sich diverse Wirtschaftsgebäude.

## Geschichte
Ulrich Burggraf d. J. zu Burtenbach und Glött verkaufte 1532 die Herrschaft Burtenbach an den Ritter Sebastian Schertlin von Burtenbach. Die Schertlins hatten über sieben Generationen die ritterschaftliche Adelsherrschaft inne. 1818 ging Burtenbach an den Augsburger Moses von Hirsch über, der den Besitz an Ignatz Freiherr von Freyberg verkaufte. 1822 erwarb Friedrich von Halder die Ortschaft Burtenbach, die schließlich 1855 an seinen Neffen Johann Jakob von Stetten überging.
1556/57 entstand das Neue Schloss. Nach einem Brand wurde das Schloss 1739/40 durch den Thannhausener Stuckateur und Baumeister Johann Kaspar Radmüller barock erneuert. Genau 100 Jahre später erfolgte unter Friedrich von Halder der Ausbau des Schlosses zur heutigen Gestalt. Zum Areal gehören mehrere Wirtschaftsgebäude, z. B. der mächtige Zehentstadel mit seinem imposanten Walmdach aus dem 18. Jahrhundert und Rundturm aus dem 16. Jahrhundert.

## Baubeschreibung
Während der Barockisierung des Schlosses wurden dem Gebäude im Süden und Norden „schmale, weit vorspringende Reisalite mit geschweiftem Giebem vorgesetzt, von denen der nördliche das Treppenhaus enthält. Das steile Dach und die Erkerspitzen wurden zugunsten eines modernen französischen Mansardwalmdach aufgegeben. Auch die Stallungen wurden - vielleicht durch den Baumeister Joseph Dossenberg d. J. - neu konzipiert“. Hanns von Stetten „erweiterte um 1910 den südlichen Erker um eine dreistöckige Altane samt Wintergarten und ließ im Schloßpark eine Kegelbahn errichten… Vor allem aber ging Hanns von Stetten an den zeitgemäßen Ausbau des Gutsbetriebs. In den Schlosshof ließ er durch den Augsburger Architekten Jean Keller einen neuen Pferdestall setzen, der das gewachsene Ensemble nach Osten stimmungsvoll abrundet“.
Über zwei Zufahrten, von West und Ost, gelangt man in den Schlosshof. Das Schlossportal befindet sich seitlich gelegen im Mittelbau. Über Stufen gelangt man in die große Halle, der die Bibliothek sowie der Wintergarten vorgelagert sind. Seitlich des quadratischen Baukörpers liegen die Gesellschafts- und anderweitige Räume. Das barocke Treppenhaus erschließt die stattlichen Dielen in den drei Wohngeschossen. An den vier Ecken des dreigeschossigen Gebäudes sind fünfseitige Erker angebracht, die mit der Traufe des Walmdaches enden.
Im ehemaligen Gärtnerhaus befindet sich heute die Stett’sche Gutsverwaltung. Dieses im Kern älteste Gebäude des Schlossareals wurde um 1900 zur heutigen Form umgestaltet.